# Davis Cup 2010 - 4. skupina americké zóny
4. skupina americké zóny Davis Cupu 2010 představovala nejnižší, čtvrtou výkonnostní skupinu Americké zóny s pěti účastníky. První dva celky postoupily do 3. skupiny. 

## Účastníci
- Americké Panenské ostrovy
- Barbados
- Honduras
- Panama
- Trinidad a Tobago

## Turnaj
Účastníci sehráli v rámci skupiny vzájemné zápasy systémem „každý s každým“. Turnaj se konal ve dnech 29. června až 3. července venku na antuce v areálu Centro Fred Maduro, Ciudad de Panamá, Panama. 

### Výsledky
| Pořadí | Družstvo                  | Zápasy výhry - prohry |
| 1. ▲   | Barbados                  | 4–0                   |
| 2. ▲   | Honduras                  | 3–1                   |
| 3.     | Panama                    | 2–2                   |
| 4.     | Trinidad a Tobago         | 1–3                   |
| 5.     | Americké Panenské ostrovy | 0–4                   |

### Zápasy
- 29. červen 2010:  Trinidad a Tobago- Barbados: 1-2
  - Marshall (BAR) – Y. Williams (TRI) 6-2, 6-1
  - Lewis (BAR) – Cadogan (TRI) 6-2, 6-1
  - Gómez/Kabli (TRI) – Moseley/S. Williams (BAR) 6-3, 6-4

- 29. červen 2010:  Panama- Americké Panenské ostrovy: 2-1
  - Elien (IVA) – Valdes (PAN) 2-6, 6-2, 6-1
  - A. González (PAN) – Bass (IVA) 6-1, 6-1
  - A. González/J. González (PAN) – Elien/Highfield (IVA) 6-4, 7-5

- 30. červen 2010:  Panama- Honduras: 1-2
  - Álvarez (HON) – J. González (PAN) 6-3, 6-2
  - A. González (PAN) – Moncada (HON) 7-5, 7-65
  - Álvarez/Moncada (HON) – J. González/Valdes (PAN) 6-2, 6-4

- 30. červen 2010:  Trinidad a Tobago- Americké Panenské ostrovy: 2-1
  - Oldfield (IVA) – Y. Williams (TRI) 7-66, 7-64
  - Cadogan (TRI) – Elien (IVA) 7-66, 6-4
  - Gómez/Kabli (TRI) – Bass/Oldfield (IVA) 6-4, 6-1

- 1. červenec 2010:  Americké Panenské ostrovy- Barbados: 0-3
  - Marshall (BAR) – Oldfield (IVA) 6-2, 6-0
  - Lewis (BAR) – Elien (IVA) 6-1, 6-3
  - Moseley/S. Williams (BAR) – Bass/Oldfield (IVA) 6-3, 6-2

- 1. červenec 2010:  Trinidad a Tobago- Honduras: 1-2
  - Álvarez (HON) – Y. Williams (TRI) 6-3, 6-3
  - Cadogan (TRI) – Moncada (HON) 2-6, 6-3, 6-4
  - Álvarez/Moncada (HON) – Gómez/Kabli (TRI) 6-2, 4-6, 6-3

- 2. červenec 2010:  Honduras- Barbados: 1-2
  - Marshall (BAR) – Moncada (HON) 6-4, 6-4
  - Lewis (BAR) – Turcios (HON) 6-2, 6-3
  - Pineda/Turcios (HON) – Moseley/S. Williams (BAR) 6-0, 6-3

- 2. červenec 2010:  Panama- Trinidad a Tobago: 2-1
  - Y. Williams (TRI) – J. González (PAN) 7-5, 2-6, 6-2
  - A. González (PAN) – Cadogan (TRI) 6-3, 7-66
  - A. González/J. González (PAN) – Gómez/Kabli (TRI) 6-3, 7-5

- 3. červenec 2010:  Panama- Barbados: 1-2
  - A. González (PAN) – Marshall (BAR) 6-4, 6-1
  - Lewis (BAR) – Espinoza (PAN) 7-5, 6-1
  - Lewis/Moseley (BAR) – J. González/Espinoza (PAN) 6-4, 6-3

- 3. červenec 2010:  Honduras- Americké Panenské ostrovy: 3-0
  - Álvarez (HON) – Oldfield (IVA) 6-2, 6-4
  - Moncada (HON) – Bass (IVA) 6-0, 6-2
  - Álvarez/Moncada (HON) – Bass/Oldfield (IVA) 6-1, 6-0

## Výsledek
- Postupující do 3. skupiny v roce 2011: Barbados a Honduras